# Timperley
Timperley är en ort i distriktet Trafford, i Storbritannien. Den ligger i grevskapet Greater Manchester och riksdelen England, i den centrala delen av landet, 260 km nordväst om huvudstaden London. Timperley ligger 30 meter över havet och antalet invånare är 11 049. Timperley var en civil parish 1866–1936 när blev den en del av Altrincham, Hale och Sale. Civil parish hade 7 080 invånare år 1931.
Terrängen runt Timperley är platt. Runt Timperley är det mycket tätbefolkat, med 1 135 invånare per kvadratkilometer. Närmaste större samhälle är Manchester, 11,0 km nordost om Timperley. Runt Timperley är det i huvudsak tätbebyggt.